# Episodi di Hercules (prima stagione)
La prima stagione della serie televisiva Hercules è stata trasmessa per la prima volta negli Stati Uniti in Syndication ed è composta da 13 episodi nella versione americana e da 18 nell'adattamento italiano.  
Le fonti differiscono sulle date di prima TV americana, infatti, secondo IMDb, Metacritic e Rotten Tomatoes gli episodi sono stati trasmessi in prima visione dal 16 gennaio all'8 maggio 1995, mentre secondo The TVDB, TV Time e TMDB gli episodi sono stati trasmessi in prima visione dal 29 gennaio al 21 maggio 1995.  
In Italia, la stagione è stata trasmessa in prima TV e in prima serata dal 21 settembre al 7 dicembre 1996 su Italia 1. Inoltre, sempre in Italia, ciascuno dei 5 film TV introduttivi alla serie è stato accorpato alla prima stagione, portando al differente numero di episodi. 
Prima del loro accorpamento alla prima stagione, i film TV furono doppiati in italiano e pubblicati in VHS nel novembre 1995. In seguito, quando Mediaset acquisì i diritti di trasmissione della serie, i film vennero completamente ridoppiati per omologare le voci a quelle nuove scelte per il telefilm. Dalle fonti si evince che durante ogni appuntamento venivano trasmessi due episodi, ma dato che questi venivano trasmessi in disordine, si è deciso di riportare solo le prime TV italiane degli episodi effettivamente nominati o chiaramente associabili a un determinato episodio. Fanno eccezione gli episodi ottenuti dai film TV, che sono stati trasmessi singolarmente e in ordine sia per la loro maggiore durata sia per ragioni di trama.
Da notare che in questa stagione gli Dei (a parte Giove) non assumono mai forma umana, ma si manifestano attraverso le forze della natura. Per esempio Marte si manifesta attraverso una pozza di sangue, la Luna e alla fine in una forma mostruosa che verrà sconfitta da Hercules. Dopo la prima stagione i produttori cambiano idea e decidono di dare a Marte e agli altri Dei una forma umana. In particolare la forma umana di Marte sarà interpretata da Kevin Tod Smith, mentre la forma umana di Giunone sarà interpretata da Meg Foster.
| nº      | Titolo originale                     | n° | Titolo italiano                      | Prima TV USA     | Pubblicazione Italia |
| ------- | ------------------------------------ | -- | ------------------------------------ | ---------------- | -------------------- |
| Film TV | Hercules and the Amazon Women        | 1  | Hercules e le donne amazzoni         | 25 aprile 1994   | Novembre 1995        |
| Film TV | Hercules and the Lost Kingdom        | 2  | Hercules e il regno perduto          | 2 maggio 1994    | Novembre 1995        |
| Film TV | Hercules and the Circle of Fire      | 3  | Hercules e il cerchio di fuoco       | 31 ottobre 1994  | Novembre 1995        |
| Film TV | Hercules in the Underworld           | 4  | Hercules nell'inferno degli dei      | 7 novembre 1994  | Novembre 1995        |
| Film TV | Hercules in the Maze of the Minotaur | 5  | Hercules nel labirinto del Minotauro | 14 novembre 1994 | Novembre 1995        |
| 1       | The Wrong Path                       | 6  | La creatura malefica                 | 16 gennaio 1995  |                      |
| 2       | Eye Of The Beholder                  | 7  | Hercules e il ciclope                | 23 gennaio 1995  | 26 ottobre 1996      |
| 3       | Road To Calydon                      | 8  | Il viaggio verso Calidone            | 30 gennaio 1995  | 2 novembre 1996      |
| 4       | Festival Of Dionysus                 | 9  | Hercules e la cerimonia del vino     | 6 febbraio 1995  |                      |
| 5       | Ares                                 | 10 | Hercules contro Marte                | 13 febbraio 1995 | 9 novembre 1996      |
| 6       | As Darkness Falls                    | 11 | I Centauri                           | 20 febbraio 1995 |                      |
| 7       | Pride Comes Before A Brawl           | 12 | Hercules contro i Satiri             | 27 febbraio 1995 | 16 novembre 1996     |
| 8       | The March To Freedom                 | 13 | Hercules e il mercante di schiavi    | 6 marzo 1995     |                      |
| 9       | The Warrior Princess                 | 14 | Hercules e la principessa nemica     | 13 marzo 1995    | 23 novembre 1996     |
| 10      | Gladiator                            | 15 | Hercules e il gladiatore             | 20 marzo 1995    |                      |
| 11      | The Vanishing Dead                   | 16 | Hercules e i fantasmi                | 24 aprile 1995   | 30 novembre 1996     |
| 12      | The Gauntlet                         | 17 | Hercules e la sfida                  | 1º maggio 1995   |                      |
| 13      | Unchained Heart                      | 18 | Hercules e la bestia feroce          | 8 maggio 1995    | 7 dicembre 1996      |

## La creatura malefica
- Titolo originale: The Wrong Path
- Diretto da: Doug Lefler
- Scritto da: John Schulian

### Trama
Hercules è il semidio figlio di Giove, il padre degli Dei e di Alcmena, lui e il suo migliore amico Iolao si prodigano per proteggere i bisognosi, ma una terribile notte Giunone, la potente dea moglie di Giove, condanna a morte Deianeira, la moglie di Hercules, e i loro figli bruciandoli vivi nella loro casa. Hercules è devastato dal dolore, Giunone lo odia perché il marito Giove l'aveva tradita con Alcmena, purtroppo Giove non ha protetto la moglie di Hercules e i suoi figli perché era in compagnia di una delle sue amanti. Un uomo di nome Lycus si rivolge a Hercules, il suo villaggio Ister è minacciato, ma Hercules è indifferente, ora tutto ciò che vuole e sfidare Giunone e fargliela pagare. Iolao decide di aiutare lui personalmente Lycus scoprendo che il villaggio, non avendo sacrificato in nome di Giunone i loro primogeniti, sono stati puniti, infatti la dea ha scagliato contro di loro una creatura malefica che priva le sue vittime delle loro anime per servirle alla dea Ecate, sorella di Giunone. Hercules decide di profanare i templi dedicati a Giunone, in uno di questi trova Aegina, una schiava che stava per essere punita solo per aver rubato un po' di cibo. Hercules la aiuta a scappare, lei viene dal villaggio di Ister, decide di riportarla lì. Aegina lo convince a rinunciare alla vendetta contro Giunone, lui non è un uomo rabbioso e distruttivo, l'odio versi Giunone lo spingerebbe ad allontanarsi della sua vera natura. Iolao e Lycus vedono la creatura malefica, un essere con le sembianze di una donna serpente, la quale con la punta della sua coda trasforma un ragazzo in una statua di pietra. Iolao affronta la creatura malefica ma quando entra in contatto con la punta della coda del mostro viene tramutato anche lui in una statua. Interviene Hercules che affronta la creatura malefica riuscendo a far sì che lei entri in contatto con la punta della sua stessa cosa, la creatura malefica muore diventando una statua di pietra, mentre tutti coloro che erano stati tramutati in statue ritornano alla normalità, compreso Iolao. Quest'ultimo confessa a Hercules che, mentre era una statua di pietra, aveva visto Deianeira e i figli di Hercules nel mondo dei morti, ora sono in pace ma sentono la sua mancanza, solo quando Hercules morirà si ricongiungerà con loro, ma ora vogliono che lui rimanga vivo per aiutare i bisognosi. Hercules, sentendo di non aver per adesso una casa nella quale fare ritorno, inizia a viaggiare con l'intento di aiutare tutti coloro che avranno bisogno di lui.

## Hercules e il ciclope
- Titolo originale: Eye Of The Beholder
- Diretto da: John T. Kretchmer (accreditato come John Kretchmer)
- Scritto da: John Schulian

### Trama
Hercules conosce Salmoneo, un commerciante che ha avuto un diverbio con un enorme ciclope, prestandogli aiuto. Hercules e Salmoneo scoprono che il ciclope dà un po' da il tormento agli abitanti del villaggio di Traycus, non possono più rifornirsi di acqua perché ha deviato l'unico fiume lì vicino dal suo letto in modo da irrigare i vigneti di Giunone. Il coclope lavora per Castore, un servo devoto di Giunone. Hercules affronta il ciclope e lo mette al tappeto dopo un breve scontro, ma scopre che è ostile con gli abitanti di Traycus solo perché a loro volta gli davano il tormento quando era piccolo, lo disprezzavano per la sua diversità. Hercules parla con gli abitanti di Traycus constatando che il ciclope aveva ragione, sono sempre stati prevenuti con lui, ora ha capito che è stato il loro atteggiamento astioso a inferocire il ciclope. In ogni caso Hercules convince il ciclope a non servire più Giunone, tra l'altro gli abitanti di Traycus ora possono deviare il fiume verso il letto. Tuttavia Giunone scaglia contro di loro i suoi soldati, che uccidono Castore non avendo più bisogno di lui. Hercules e il ciclope affrontano insieme i soldati di Giunone e li sconfiggono, infine il ciclope arriva a un compromesso con gli abitanti di Traycus: da ora non dovranno più importunarlo, e in cambio lui non arrecherà più danno nei loro confronti.

## Il viaggio verso Calidone
- Titolo originale: Road To Calydon
- Diretto da: Doug Lefler
- Scritto da: Andrew Dettmann e Daniel Truly

### Trama
Un gruppo di profughi trova rifugio in una città abbandonata, intanto Hercules incontra un anziano e ceco uomo che possiede dei poteri divinatori, i due raggiungono la città disabitata che adesso è occupata dai profughi guidati da Broteas. Tra i membri di questa comunità Hercules stringe amicizia con la giovane Jana la quale si prende cura del suo piccolo amico Ixion. È impossibile vivere in quella città perché è maledetta, infatti il vecchio scopre che lì vi abitava una bellissima ragazza che Giove corteggiò regalandole un bellissimo calice, a quel punto Giunone, la matrigna di Hercules, scatenò la sua collera: incenerì i membri del villaggio e trasformò la ragazza che Giove stava corteggiando in un cane. Hercules, nonostante il parere contrario di Broteas, convince tutti quanti a seguirlo, non possono rimanere a vivere lì, informandoli che c'è una città dove possono dimorare, Calidone, si trova a Stinfalia. Hercules guida i profughi, durante il viaggio il vecchio spiega a Hercules che Giunone è arrabbiata con quella gente perché uno di loro ha rubato il calice (quello che Giove aveva donato alla ragazza) è per questo motivo che la dea è adirata. Jana accusa Broteas di averlo rubato anche se lui si professa innocente. Raggiunta Stinfalia vengono aggrediti da un uccello mostruoso che tenta di uccidere Jane e Ixion, tuttavia Hercules riesce a salvarli e uccide l'uccello gigante facendolo sprofondare nelle sabbie mobili. La ragazza che era stata tramutata in un cane trova il calice nel borsone da viaggio di Broteas, ora tutti scoprono che era stato veramente lui a rubarlo. Broteas tenta di giustificarsi affermando desideva vendere il calice, con il ricavato avrebbe fondato un nuovo villaggio che loro avrebbero abitato. Nessuno però gli crede, hanno capito che Broteas li avrebbe abbandonati e sarebbe scappato con i soldi guadagnati dalla vendita del calice. All'inizio decidono di giustiziarlo, ma Hercules li convince a risparmiargli la vita, suggerendo di condannarlo all'esilio, la solitudine sarà per lui una punizione peggiore della morte. Hercules afferra il calice e lo scaglia via, infine guida i profughi verso Calidone, che potrà essere la loro nuova casa. Hercules si separa dal vecchio il quale da ora accudirà il cane con cui stringe amicizia.

## Hercules e la cerimonia del vino
- Titolo originale: Festival Of Dionysus
- Diretto da: Peter Ellis
- Scritto da: Andrew Dettmann e Daniel Truly

### Trama
Camilla, la regina di Meliad, sogna che suo marito, re Iphicles, viene ucciso da delle vergini. Preoccupata che ciò sia avvisaglia di una minaccia, chiede al suo secondogenito Nestore di cercare Hercules e di condurlo a Meliad. Una volta trovato il semidio, Nestore lo convince a seguirlo a Meliad, lì Hercules incontra un'altra volta il veggente cieco il quale gli rivela che a breve verrà celebrata la festa in onore del patrono di Meliad, ovvero Dioniso: le vergini dovranno abbeverarsi del vino e se Dioniso non riterrà più Iphicles degno di essere il sovrano, il vino plagerà le vergini che lo uccideranno, questa è la tradizione di Meliad. Tra le vergini che prenderanno parte alla cerimonia c'è anche Marysa, la fidanzata di Nestore. Benché Iphicles sia da 25 anni un re buono e giusto, il suo primogenito Pentheus mira a farlo uccidere e impadronirsi del trono, e quando sarà il re di Meliad sarà Marte, il dio della guerra, il nuovo patrono del regno, inoltre Pentheus desidera Marysa tutta per sé. Marte, con un sortilegio, contamina il vino della cerimonia, quando le vergini lo berranno uccideranno Iphicles. Gudrun, scagnozzo di Pentheus, intrappola Hercules e Nestore nell'impianto fognario progettato da Pentheus, lì nell'acqua si nasconde un mostro, Hercules lo affronta e lo sconfigge, infine lui e Nestore fuggono dalle fogne. Hersules combatte contro Gudrun riuscendo a sconfiggerlo con facilità oltre a sventare l'attentato a Iphicles. Nestore colpisce Pentheus con un pugno, quest'ultimo beve il vino di Marte per attingere al potere del dio, ottiene una forza enorme e affronta Hercules mettendolo in serie difficoltà, tuttavia Hercules riesce a sopraffarlo e a batterlo. Iphicles può continuare a essere ancora il sovrano di Meliad, lui e Nestore ringraziano Hercules per l'aiuto che ha dato a regno, mentre Pentheus viene segregato nelle fogne come penitenza per il suo tradimento.

## Hercules contro Marte
- Titolo originale: Ares
- Diretto da: Harley Cokeliss
- Scritto da: Steve Roberts

### Trama
Hercules, in un campo di battaglia, vede un soldato morente di nome Gregor, in punto di morte gli chiede di andare a trovare Janista e Tito, rispettivamente moglie e figlio, nel villaggio di Fallia. Rispettando le sue volontà, va a Fallia informando la famiglia di Gregor della dipartita di quest'ultimo, è da 10 anni che si era separato dalla moglie e dal figlio. Hercules, vedendo che alla casa di Janista urgono delle riparazioni al tetto, si offre di aiutarla, quindi va in una fucina gestita di una guerriera di nome Atalanta per chiederle dei chiodi in modo da riparare il tetto. Tito e il suo amico Ximenos incontrano Aurelio, il quale vedendo che i due ragazzini sono ossessionati dalla battaglia, dà a entrambi delle clave per combattere, sembrano posseduti da un istinto violento, Aurelio li convince a unirsi alla sua armata, è comporta da ragazzini spietati e aggressivi, provenienti dai vari villaggi. Hercules, credendo che quei ragazzi si comportano così perché forviati da Giunone, scopre che c'è un tempio della dea a Fallia, va lì per indagare ma scopre che Giunone non c'entra niente, infatti il tempio è in cattive condizioni, significa che nessuno viene a visitarlo. Hercules però nel tempio vede un ciondolo che raffigura due spade incrociate, è il simbolo di Marte, il figlio di Giove e fratellastro di Hercules. Aurelio è un fedele del dio della guerra, fa credere a Tito che è stato Hercules a uccidere Gregor, quindi Tito gli tende una trappola con l'aiuto degli altri membri dell'armata che affrontano Hercules. Essendo solo dei ragazzini il semidio si trattiene dal combattere seriamente, infine gli fanno cadere addosso delle pietre. Aurelio è compiaciuto credendo di averlo ucciso, ma Marte lo rimprovera per la sua ingenuità, Hercules è sopravvissuto. Marte offre il suo sangue ad Aurelio il quale lo usa per bagnare la spada di Gregor in possesso di Tito, con essa dovrebbe uccidere Hercules. Quest'ultimo, accompagnato da Janista e Atalanta, raggiunge Aurelio e la sua armata, Marte li immobilizza con delle radici che emergono dalla terra, ma riescono a liberarsi. Hercules fa capire a Tito e Ximenos che se continueranno a lavorare per Marte, lui li trasformerà in assassini, decidono dunque di voltare le spalle ad Aurelio. Atalanta e Hercules combattono contro i ragazzini riuscendo batterli facilmente, Marte fa la sua apparizione, con le sembianze di un enorme mostro, il quale uccide Aurelio punendolo per il suo fallimento. Marte affronta Hercules riuscendo in un primo momento ad avere la meglio contro di lui, ma Tito gli dà la spada di Gregor bagnata con il sangue del dio della guerra, Hercules la usa contro Marte e con la spada lo ferisce mortalmente. Il corpo di Marte viene distrutto benché la sua essenza sopravvive, giurando a Hercules che si affronteranno nuovamente. Adesso tutti quei ragazzi non hanno più una guida, Hercules li rimprovera esortandoli a tornare nei loro villeggi, e se mai volessero diventare dei guerrieri devono lottare per le giuste cause e non per un valore superficiale quanto la guerra. Hercules è visibilmente insoddisfatto della vittoria, ha solo impedito a Marte di rovinare Fallia, almeno per questa volta, ma il suo fratellastro gli causerà altri problemi. Tito e Ximenos si scusano con Hercules, il quale li perdona ma facendo promettere a entrambi che non dovranno mai più comportarsi così, Hercules prima di lasciare Fallia fa capire a Tito che la vita di un guerriero non è votata a uccidere ma ad avversare le ingiustizie, infine Atalanta saluta Hercules baciandolo con passione.

## I Centauri
- Titolo originale: As Darkness Falls
- Diretto da: George Mendeluk
- Scritto da: Robert Bielak

### Trama
Hercules e Salmoneo vanno alla festa di fidanzamento di Marcus e Panelope al villaggio di Nespa. Il centauro Nemis, infatuato di Penelope da quando entrambi erano bambini, chiede a Giunone di aiutarlo a conquistarla, lei gli fa dono di una potente clava. Hercules, alla festa di fidanzamento, fa amicizia con il centauro Deric, conosce anche Lyla, amica di Penelope la quale cerca di sedurre Hercules offrendogli del vino, arriva anche a baciarlo benché poi lui preferisca tenerla a distanza. In passato Lyla era innamorata del fratello di Penelope, ma da quando egli è morto Lyla preferisce trascorrere il suo tempo in compagnia dei centauri. Hercules prova un certo disagio nel vedere Nemis alla festa dato che il semidio uccise il fratello del centauro. Hercules inizia ad avere dei cali di vista, poi Deric e Nemis, insieme a un altro centauro, iniziano a seminare il panico alla festa e catturano Penelope, oltre alla sua damigella Cheris. Ormai Hercules non riesce più a vedere, è stata Lyla (complice dei centauri) che al vino che gli aveva fatto bere aveva aggiunto una sostanza che ha reso debole la sua vista, tuttavia Hercules è deciso a salvare le due fanciulle, quindi va a stanare i centauri accompagnato da Marcus, Salmone e Tyrone, il fidanzato di Cheris. I quattro si mettono in viaggio ma ai piedi di una collina vengono attaccati dai centauri che gli scagliano contro delle frecce, inoltre Nemis con la clava fa rotolare un masso contro Marcus il quale non riesce a muoversi dato che Deric ha ferito la sua gamba con una freccia. Tyrone spinge via Marcus salvandolo ma finisce lui stesso per farsi schiacciare dal messo morendo. Salmoneo guida Hercules che, con arco e freccia, uccide uno dei centauri, mentre Deric e Nemis scappano. Lyla si è ormai pentita di aver aiutato Nemis a sequestrare Penelope, intanto Hercules dà una degna sepoltura a Tyrone, viene poi raggiunto da Deric e Lyla i quali gli spiegano che la sua cecità durerà poco, in ogni caso non vogliono più essere coinvolti nella battaglia. Deric vuole bene a Nemis, quest'ultimo si è sempre preso cura di lui, non è stato sempre cattivo, ma ormai è preda della propria follia, non intende aiutare Hercules né tanto meno danneggiarlo, dovrà affrontare Nemis da solo. Hercules, in assenza della vista, si affida all'udito, sente dei pipistrelli, capisce che lì vicino c'è una caverna e ne deduce che proprio nella grotta Cheris e Penelope sono tenute prigioniere. Entra nella caverna e affronta Nemis, purtroppo non riuscendo a vedere per il semidio non è facile affrontare il centauro, che con un colpo della sua clava fa crollare la grotta, inoltre finisce per ferirsi in pieno petto proprio con la clava. Nemis si sacrifica e regge il peso delle rocce sulle proprie spalle, il tempo necessario affinché Hercules, Penelope e Cheris escano e si mettano in salvo, mentre Nemis muore schiacciato dai massi della caverna che è crollata. Penelope ha capito che Nemis la amava per davvero, ma a rovinarlo è stato proprio il suo amore ossessivo per lei. Hercules consegna a Cheris la spada di Tyrone, in modo che lo spirito del suo amato sia sempre con lei.

## Hercules contro i Satiri
- Titolo originale: Pride Comes Before A Brawl
- Diretto da: Peter Ellis
- Scritto da: Steve Roberts

### Trama
Hercules e Iolao incrociano dei guerrieri arroganti che cercano la lite contro di loro, Hercules preferisce ignorarli, ma Iolao stufo delle loro provocazioni, li affronta ma non è in grado di sconfiggerli. Interviene quindi Hercules che riesce a batterli con relativa facilità. I due sono diretti verso la Tracia ma ci sono due sentieri diversi: Iolao in disaccordo con il sentiero che Hercules vuole prendere, decide di incamminarsi verso l'altro sentiero, quindi prendono due percorsi diversi. È evidente che Iolao si comporta così perché è risentito per quello che era accaduto prima, odia che Hercules debba sempre aiutarlo e intervenire, facendo sentire l'amico un incapace. Hercules trova un fiume, quindi remando con una barca lo attraversa, arriva poi una colomba che si tramuta in una donna davanti a lui, è Nemesi, lei e Hercules sono amici fin da quando lui era piccolo, è da dieci anni che non si rivedono, i due si abbracciano. Nemesi è visibile solo agli occhi di Hercules, lei è la giustiziera degli Dei, se un mortale diventa troppo pericoloso a Nemesi viene dato il compito di causarne la morte. Nemesi dà a Hercules una cattiva notizia, è stata incaricata da Giunone di giustiziare Iolao, che per la rissa di prima ha peccato di vanagloria, lei lo farà uccidere da una freccia. Hercules non può accettarlo, tenta di far capire a Nemesi che Giunone agisce per ipocrisia, non potendo uccidere Hercules ha trovato una scusa per far uccidere il suo amico, spiega a Nemesi che lei sbaglia a togliere la vita delle persone in maniera così indiscriminata solo affidandosi al volere degli Dei. Intanto Iolao, nel sentiero che ha imboccato, viene catturato da dei briganti guidati da Rankor, che lo gettano in una fossa, lì conosce Lydia, una giovane donna anche lei catturata dai briganti, si era allontanata dal suo villaggio per cercare Hercules e chiedere il suo aiuto. Gli abitanti del villaggio non hanno il coraggio di affrontare i briganti perché loro sono riusciti a spaventarli con dei costumi spacciandosi per dei satiri. Iolao e Lydia fuggono insieme, poi sconfiggono i briganti che li stavano inseguendo piazzando delle trappole nel bosco. I due raggiungono il fiume dove un mostro attacca Lydia che però viene salvata da Iolao che lo uccide. Per nascondersi da Rankor trovano rifugio in una grotta, ma lì c'è un idra che li attacca. Hercules, all'esterno della grotta, si appresta a entrare per aiutare l'amico ma Nemesi glielo impedisce, Iolao sarà salvo dalla sentenza di morte solo se riuscirà a salvarsi dall'idra da solo. Nemesi fa notare a Hercules che anche quest'ultimo è responsabile di quanto è accaduto a Iolao, avendolo sempre aiutato con troppa superficialità, col solo risultato che Hercules ha umiliato Iolao e in reazione a ciò quest'ultimo è diventato troppo orgoglioso. Lydia, sfregando due sassi, dà fuoco a delle radici, la fiamma spaventa l'idra che si allontana, sopraggiunge Rankor che affronta Iolao, il quale, con astuzia, provoca l'idra che aggredisce il brigante. Iolao e Lydia fuggono dalla grotta, lei e Iolao si baciano con Hercules che (senza farsi vedere) guarda l'amico, felice che sia riuscito a salvarsi senza il suo aiuto. Rankor, sopravvissuto all'idra, con arco e freccia si prepara a uccidere Iolao proprio come aveva predetto Nemesi, ma quest'ultima decide di salvarlo e dunque prende temporaneamente possesso del corpo di Rankor e scaglia una freccia contro Hercules mancandolo, ma facendo sì che il semidio, notando la presenza di Rankor, metta in guardia Iolao. Quest'ultimo con un arco scocca una freccia centrando Rankor, uccidendolo. Nemesi rinuncia al suo obiettivo di uccidere Iolao che è stato capace di superare il proprio orgoglio, infine Nemesi e Hercules si baciano e lei, trasformandosi in colomba, vola via. Hercules rinnova la sua ammirazione per Iolao, lui è un amico insostituibile ed è la sola persona da cui si farebbe aiutare nel momento del bisogno.
- Guest star: Eric Gruendemann (pescatore).

## Hercules e il mercante di schiavi
- Titolo originale: The March To Freedom
- Diretto da: Harley Cokeliss
- Scritto da: Adam Armus e Nora Kay Foster (accreditata come Kay Foster)

### Trama
Oi-Lan è una guerriera di arti marziali che viene dalle terre orientali, lei e il suo fidanzato Cyrus giungono in Grecia insieme ad altre persone per merito di Belus, un uomo che apparentemente sembra un benefattore, ma in realtà è un commerciante di schiavi che infatti fa catturare tutti quanti. Hercules per fare un favore ad Alcmena decide di vendere il grano che lei coltiva, ma lui e Iolao vedono un'asta di schiavi, Belus vuole vendere Oi-Lan come concubina, e quando Hercules scopre che alcuni uomini vogliono comprarla per obbligarla a prostituirsi, lui e Iolao la riscattano offrendo il prezzo più alto, in questo modo riescono a liberarla. Tuttavia Belus, con la scusa che gli altri acquirenti non hanno pagato i diritti d'asta, non solo si tiene i soldi ma si riprende gli schiavi, vuole portarli in Libia. Hercules e Oi-Lan vanno a salvarli, il semidio impara a conoscere meglio la ragazza scoprendo che sua madre era la concubina di un potente uomo (il padre di Oi-Lan) quando si stufò di lei la ripudiò insieme alla figlia, Cyrus in passato era un acrobata, lui è la sua sola famiglia. Belus e il suo uomo di fiducia Mudo portano via gli schiavi, almeno finché Cyrus non riesce a scappare, lui credendo che Hercules vuole fare del male a Oi-Lan, cerca di ucciderlo. Ma poi Belus e Muto catturano nuovamente Cyrus e Oi-Lan, tuttavia Hercules li aiuta a scappare, Hercules sconfigge Muto mentre Cyrus e Oi-Lan riescono sopraffare Belus. Proprio quando Cyrus stava per uccidere Belus, viene fermato da Hercules che decide di vendere Belus come schiavo, ritenendola una punizione migliore. Alcmena offre a Oi-Lan e Cyrus la sua casa per la cerimonia di nozze, inoltre Hercules regala ai due futuri sposi un terreno dove potranno vivere e lavorare.

## Hercules e il gladiatore
- Titolo originale: Gladiator
- Diretto da: Garth Maxwell
- Scritto da: Robert Bielak

### Trama
Hercules e Iolao vanno nel regno di Apropus e vedono una giovane madre di nome Felicita che viene importunata da un gruppo di uomini, li affrontano riuscendo a sconfiggerli, scoprendo poi che lei ha un marito di nome Gladius che è costretto a vivere come uno schiavo per colpa di Menus Maxius e sua moglie Postera, i quali sono gli amministratori del regno. Hercules e Iolao decidono di salvarlo, e quando vanno ad Apropus si rifiutano di pagare la tassa d'ingresso, volutamente si sono astenuti perché sapevano che li avrebbero arrestati. Bellicus, il capo-carceriere, li conduce in prigione, il loro piano è quello di far evadere Gladius, ma scoprono che tutti coloro che sono detenuti vivono in schiavitù, costretti a combattere come gladiatori per far divertire il pubblico che scommette sugli incontri. Cercano pretesti per arrestare i guerrieri e, indipendentemente dalla gravità del crimine, prolungano la pena detentiva senza mai farli rilasciare. Gladius tra i prigionieri è il più forte. Purtroppo sia Hercules che Iolao sono costretti a constatare che i prigionieri, disillusi e amareggiati, non hanno la forza per opporsi e tentare una ribellione. Hercules viene costretto a combattere, sconfigge il suo avversario ma si rifiuta di ucciderlo, venendo quindi punito da Postera che lo fa frustare. Gladius deve combattere, ma essendo troppo provato dei recenti combattimenti, il suo amico Leutis (anche lui prigioniero) si offre di combattere al suo posto. Leutis sconfigge il suo avversario, ma si astiene dall'ucciderlo, quindi Postera condanna a morte sia lui che il suo avversario. L'ingiusta morte di Leutis scatena la rabbia di Gladius, quest'ultimo viene costretto a lottare contro Hercules, anche perché gli uomini di Maxius hanno preso Felicita come ostaggio, ma Gladius e Hercules si oppongono e guidano gli altri schiavi alla rivolta. I prigionieri lottano contro i soldati di Maxius, durante la battaglia Hercules uccide Bellicus mentre Maxius e Postera tentano la fuga, tuttavia Hercules e Gladius li catturano. Maxius dà ordine ai suoi uomini di interrompere lo scontro, e benché i prigionieri avessero l'opportunità di ucciderli tutti, Hercules li esorta a mostrare clemenza. Gladius aiuta Maxius a scrivere un decreto che proclama la liberazione degli schiavi, infine Maxius e Postera vengono esiliati da Apropus, mentre Gladius si ricongiunge con l'amata moglie.

## Hercules e i fantasmi
- Titolo originale: The Vanishing Dead
- Diretto da: Bruce Campbell
- Scritto da: Andrew Dettmann e Daniel Truly

### Trama
Krytus vive con sua madre nel regno di Tantalus, suo fratello Aelon è morto in battaglia, ma il suo fantasma viene a fargli visita, gli serve aiuto. Krytus va da Hercules e Iolao chiedendo ai due di seguirlo a Tantalus, il re Memnos è morto da tre mesi e ora i suoi due figli, Daulin e Poena si sono dichiarati guerra, i cadaveri dei soldati appartenenti ai loro rispettivi eserciti stanno sparendo, compreso quello di Aelon. Poena è sostenuta da Jarton, grande combattente e prode guerriero che un tempo lottava per Memnos, i quali affermano che è stato Daulin ad assassinare Memnos tuttavia Hercules non riesce a spiegarsi chi abbia rubato i cadavere dei guerrieri deceduti in battaglia, Daulin accusa Poena di essersi impadronita di quei corpi, ma anche lei accusa il fratello del medesimo crimine. Hercules indaga su uno dei campi di battaglia dove le due armate si sono affrontate, vede delle enormi impronte animali, e capisce che a rubare i cadaveri è stato Graegus: è il cane demoniaco di Marte, si ciba dei cadaveri dei combattenti per incrementare la sua forza. Hercules vede il fantasma di Jarton, egli è morto da tempo in una precedente battaglia, l'impostore che sta fiancheggiando Poena è Marte che ha preso le sue sembianze, è stato Marte a uccidere Memnos affinché Poena e Daulin si dichiarassero guerra, così Graegus può cibarsi dei cadaveri di coloro che periscono in battaglia. Hercules e Iolao affrontano Graegus e con delle corde lo immobilizzano. Sia Daulin che Poena scendono in battaglia, con le loro armate sono pronti alla lotta, ma intervengono Hercules e Iolao che insieme ai fantasmi impediscono la scontro. C'è pure il fantasma di Jarton, confermando così che colui che combatte insieme a Poena è solo Marte con le sembianze del defunto guerriero. Quando tutti scoprono che Marte ha assassinato Memnos, il dio della guerra scaglia i suoi fulmini contro Hercules che però, essendo il figlio di Giove e forte quanto un dio, resiste alle scariche di energia del fratellastro, dal momento che Hercules non intende attaccare Marte, e visto che sia l'esercito di Poena che quello di Daulin si astengono dal combattere, Marte perde la sua forza e si ritira mentre Graegus si dissolve, loro traggono forza dal combattimento ma ora che a Tantalus la guerra è finita, lì non hanno più potere. Daulin si riconcilia con sua sorella, mentre i fantasmi di Aelon e Jarton possono trovare la pace.